# Marillyn Hewson
Marillyn Adams Hewson (Junction City, 27 de diciembre de 1953) es una empresaria y economista estadounidense. Es la directora ejecutiva y presidenta de Lockheed Martin. En 2015 fue nombrada una de las mujeres más influyentes del mundo, según la revista de negocios Forbes.

## Carrera
Nació en Junction City, en el estado de Kansas en 1953. Estudió una licenciatura en administración e hizo una maestría en economía en la Universidad de Alabama, también realizó estudios en la escuela de negocios de la Universidad de Columbia. Se unió a la empresa Lockheed Martin en el año 1983, donde ha ocupado varios puestos ejecutivos como presidenta del consejo y vicepresidenta del departamento de sistemas electrónicos. Ha sido también presidenta de la división de integración de sistemas, vicepresidenta ejecutiva de Lockheed Martin Aeronautics y presidenta del área de servicios de logística de la misma compañía. Fue elegida presidenta del consejo de administración en noviembre de 2012 y fue nombrada directora ejecutiva en enero de 2013. También forma parte del consejo de administración de empresas como los Laboratorios Nacionales Sandia, desde 2010 y del conglomerado DuPont Corporation, desde 2007.
En julio de 2015 Hewson anunció la compra de Sikorsky Aircraft Corporation, empresa fabricante del helicóptero utilitario Sikorsky UH-60 Black Hawk; con esta compra, Lockheed Martin adquirió capacidad de fabricación de helicópteros propios y otras herramientas de uso militar. La revista Fortune ha nombrado a Hewson una de «las 50 mujeres más poderosas en los negocios», en las ediciones de 2010, 2011, 2012 y en 2015, donde se ubicó en el cuarto lugar. La revista Forbes la ubicó en el lugar 21 de su lista en 2014. La revista de negocios Harvard Business Review la nombró número 35 de mejores CEO del año 2017 y en 2018 Hewson recibió el Premio Edison a la innovación.